# Passow (Brandemburgo)
Passow é um município da Alemanha, situado no distrito de Uckermark, no estado de Brandemburgo. Tem 51,33 km² de área, e sua população em 2019 foi estimada em 1.451 habitantes.